# Partit Radical Liberal
Partit Radical Liberal (luxemburguès Radikal-Liberal Partei, francès Parti Radical Libéral) fou un partit polític luxemburguès que va actuar entre el 1932 i el 1945. Se'l considera un partit pont entre la Lliga Liberal de Luxemburg i el Partit Democràtic.
El partit fou fundat el 1932 de la unió del Partit Radical Socialista i del Partit Radical de Luxemburg, que s'havien separat el 1928 però que continuaren cooperant plegats. Alhora, va recollir els antics membres de la Lliga Liberal i antics radicals que havien deixat el partit.
A la seva primera elecció, a les parcials de 1934, va obtenir 3 escons dels 54 de la Cambra de Diputats de Luxemburg. Els incrementaria a 5 de 55 a les eleccions de 1937, única elecció general en la que participà. Això li permetria participar en els governs luxemburguesos de 1932 a 1938 com a soci menor del Partit de la Dreta. Continuà la seva existència durant la incorporació al Tercer Reich. El 2 de juny de 1945 es va reconstituir com a Grup Patriòtic i Democràtic, que esdevindrà Partit Democràtic.
Destacats dirigents del partit foren Nicolas Braunshausen, Gaston Diderich, Norbert Dumont i Étienne Schmit. Diderich fou alcalde de la ciutat de Luxemburg durant la vida del partit, mentre que els altres tres ocuparen diverses carteres ministerials.